# Ameur Seflia
Ameur Seflia  (in arabo عامر السفلية‎?) è un centro abitato e comune rurale del Marocco situato nella provincia di Kénitra, regione di Rabat-Salé-Kénitra. Conta una popolazione di 28 540 abitanti (censimento 2014).